# 仙游文庙
仙游文庙，位于中国福建省莆田市仙游县鲤城街道师范路1号，是一座文庙建筑。该文庙始建于唐朝，北宋时期迁于现址，此后历朝历代均有重修，现存建筑多为明清时期所建。该文庙占地面积约为7600平方米，主要建筑包括大成殿和明伦堂等。2013年，仙游文庙被列为全国重点文物保护单位。

## 历史
仙游文庙最早建于唐朝开元年间，其位置位于清源县城西侧。北宋咸平五年（1002年）时，仙游文庙搬迁至今址，并建有大成殿、明伦堂及其东西两侧的日新亭和中鹄亭，此时明伦堂位于大成殿北侧。北宋宣和七年（1125年），儒学一度被废，仙游文庙被挪用做地方军器制造所。南宋绍兴九年（1139年），仙游文庙得以重建，并先后于乾道年间和淳熙年间得到重修。嘉定年间，仙游文庙修建了大成门和乡贤祠。元代时，仙游文庙一度遭到山贼毁坏，至正二十年（1360年）时重建大成殿，并重新塑造了孔子四配十哲的塑像。明代洪武元年（1368年），大殿东西两侧改为日新亭和时习亭。清朝顺治十二年（1655年），文庙在大风中遭受严重损毁，后得以重修。文庙在战乱中被毁后重建。康熙十七年（1678年），乾隆四十五年（1780年），文庙再次遭受大风损毁，并得到重建，是为现存主要建筑结构。明伦堂也在这次改建中被迁至大成殿东侧。中华民国时期，仙游文庙先后被挪用做当地中小学校舍、政干所所址等。1980年，仙游文庙被列为仙游县文物保护单位。1985年，福建省文化厅拨款重修仙游文庙。1996年，仙游文庙被列为福建省文物保护单位。2006年起，仙游文庙开始全面重修，2006年底，文庙基本完成周边建筑拆除、平整土地等前期工作。仙游县当地几位老人为此筹款近400万元人民币。相关维修工作于2009年正式完工。2013年，该文庙被列为全国重点文物保护单位。

## 结构
仙游文庙整体坐北朝南，占地面积约7600平方米。中轴线上自南向北依次为绰楔门、泮池和泮桥、戟门、甬道和月台、大成殿、砖埕、崇圣祠。绰楔门又称大成门，为仙游文庙正门，其上有时任中华人民共和国教育部部长陈至立题写的门额，门前的柱子均有白石雕龙。门内两侧均有清代砖雕，分别为“祥麟威凤”和“神龙灵龟”图案。绰楔门北侧为泮池呈半月形，其上的泮桥为南北走向的平梁式石桥，配有石扶拦。泮池北侧为戟门，顶部为悬山顶抬梁穿斗结构，面阔三间，进深两间。戟门西侧为乡贤祠，东侧为名宦祠，均为面阔三间、进深三间的穿斗式结构建筑。戟门北侧为甬道和月台，其东西两侧分别为东西庑。
甬道和月台北侧为大成殿，是为仙游文庙的主体建筑。该殿顶部为重檐歇山顶，抬梁穿斗结构。整座大殿面阔五间，进深四间，东西长约17米，南北长约16米。屋顶上有燕尾脊，脊上装饰有五爪圆雕龙，正面重檐正中悬挂大成殿竖匾。殿门外各有两对青石龙柱，每根柱子高4.5米，直径0.6米。大殿内部中心为八方形重拱藻井。大殿由内而外一次悬挂有清代皇帝御书匾额的复制品，分别为清文宗题写的“德齐寿载”、清仁宗题写的“斯文在兹”、清高宗题写的“与天地参”、清圣祖题写的“万世师表”和清世祖题写的“生民未有”。崇圣祠位于大成殿北侧，悬山顶穿斗式结构建筑，面阔三间，进深两间，其东西两侧各有一座配殿，祠前西侧为文昌阁，祠后侧为藏书阁。此外，在大成殿东侧建有明伦堂，是悬山顶穿斗式结构建筑，面阔五间，进深三间，与堂前露台、东西两侧回廊、南侧的仪门和仪门前的墨池组成了一个独立的建筑群。

## 图片库

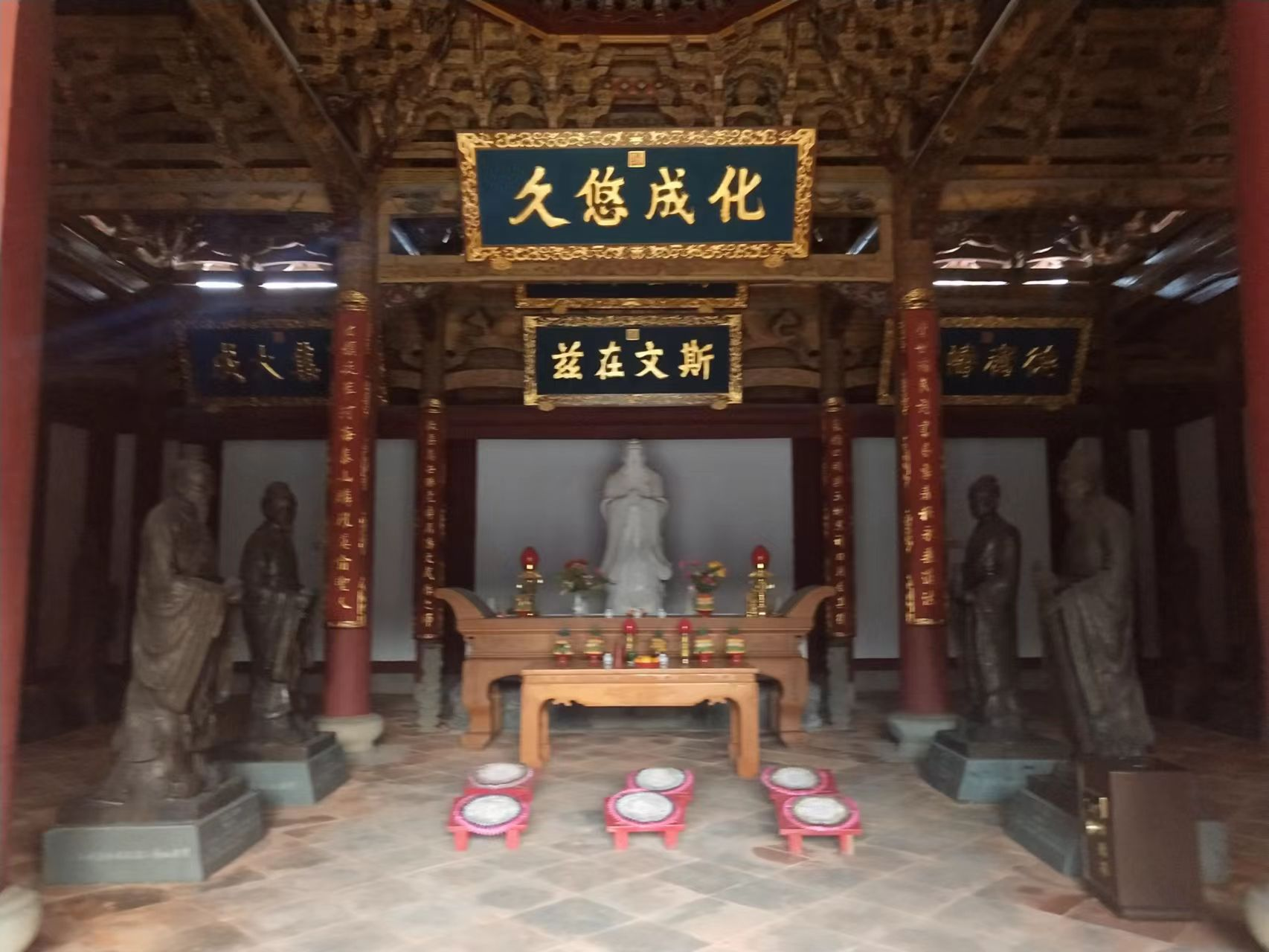

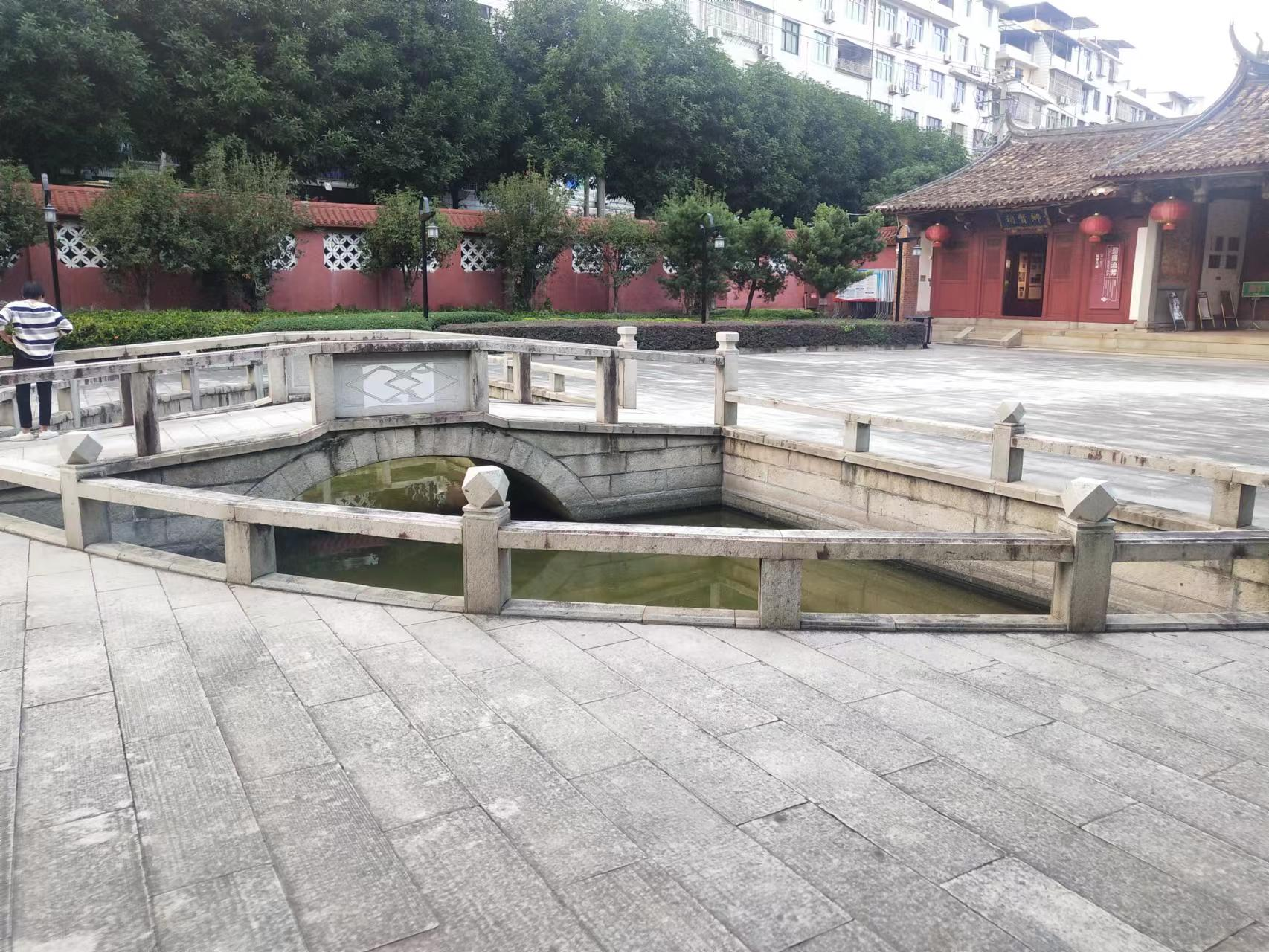

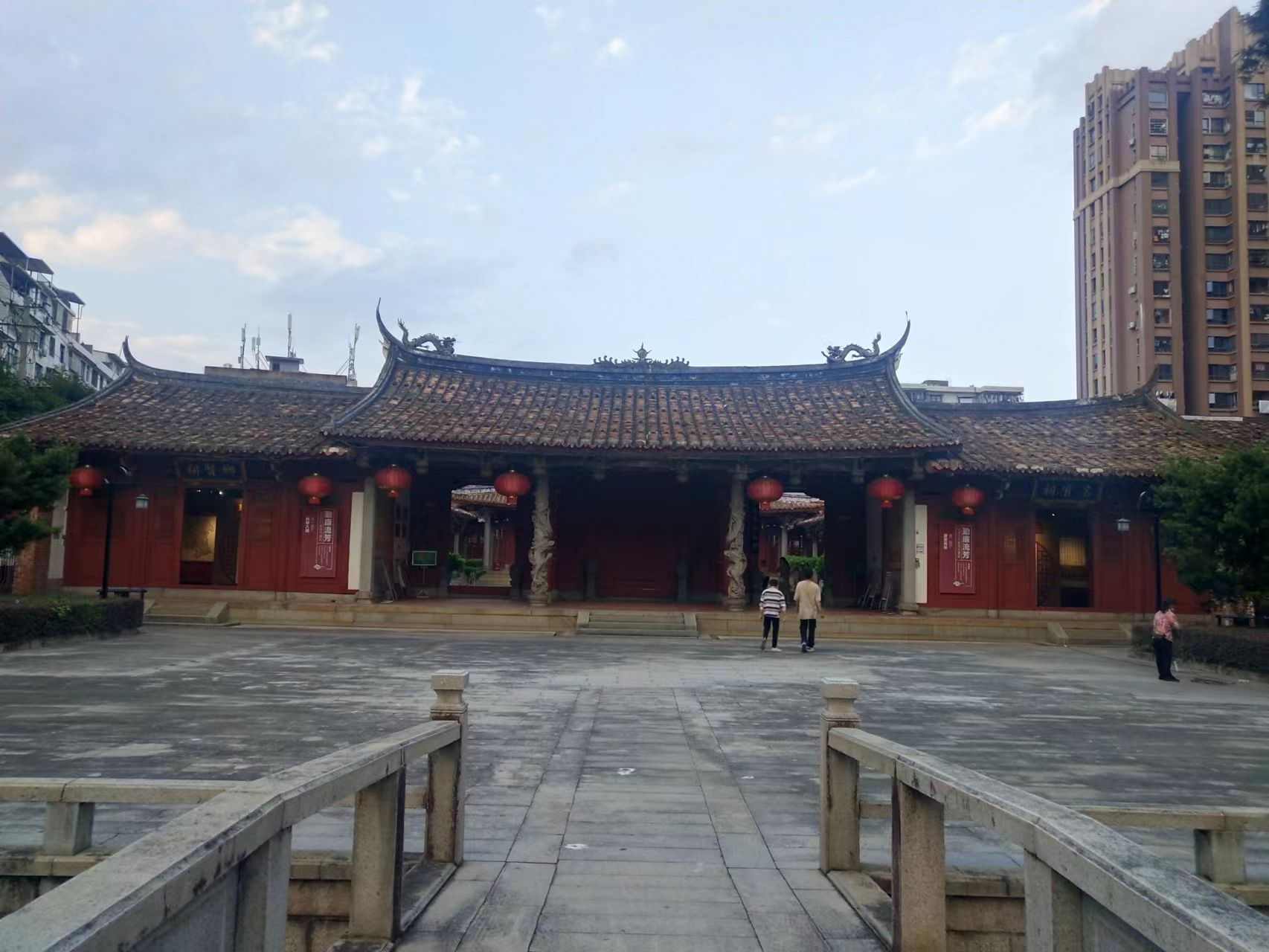

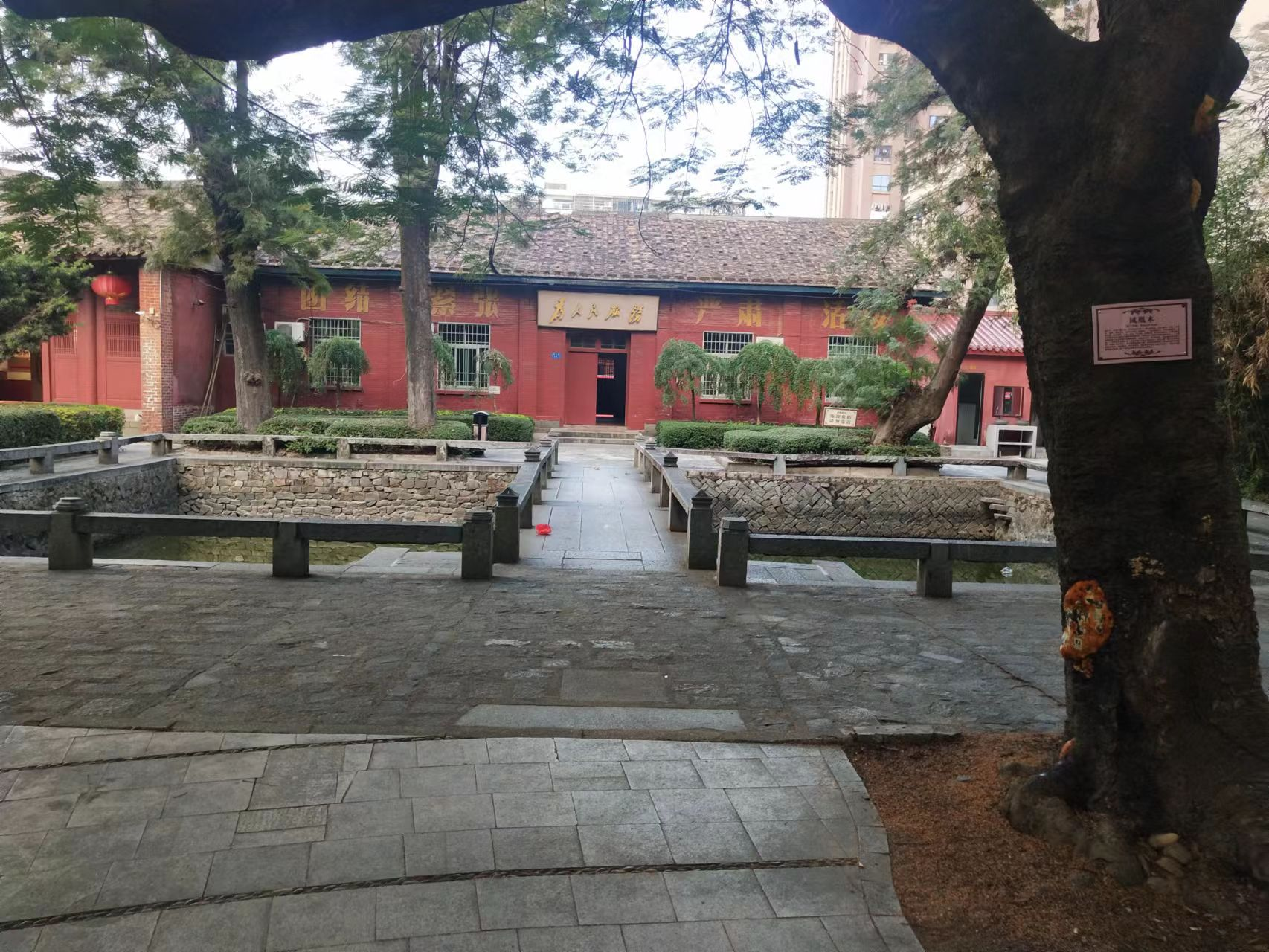

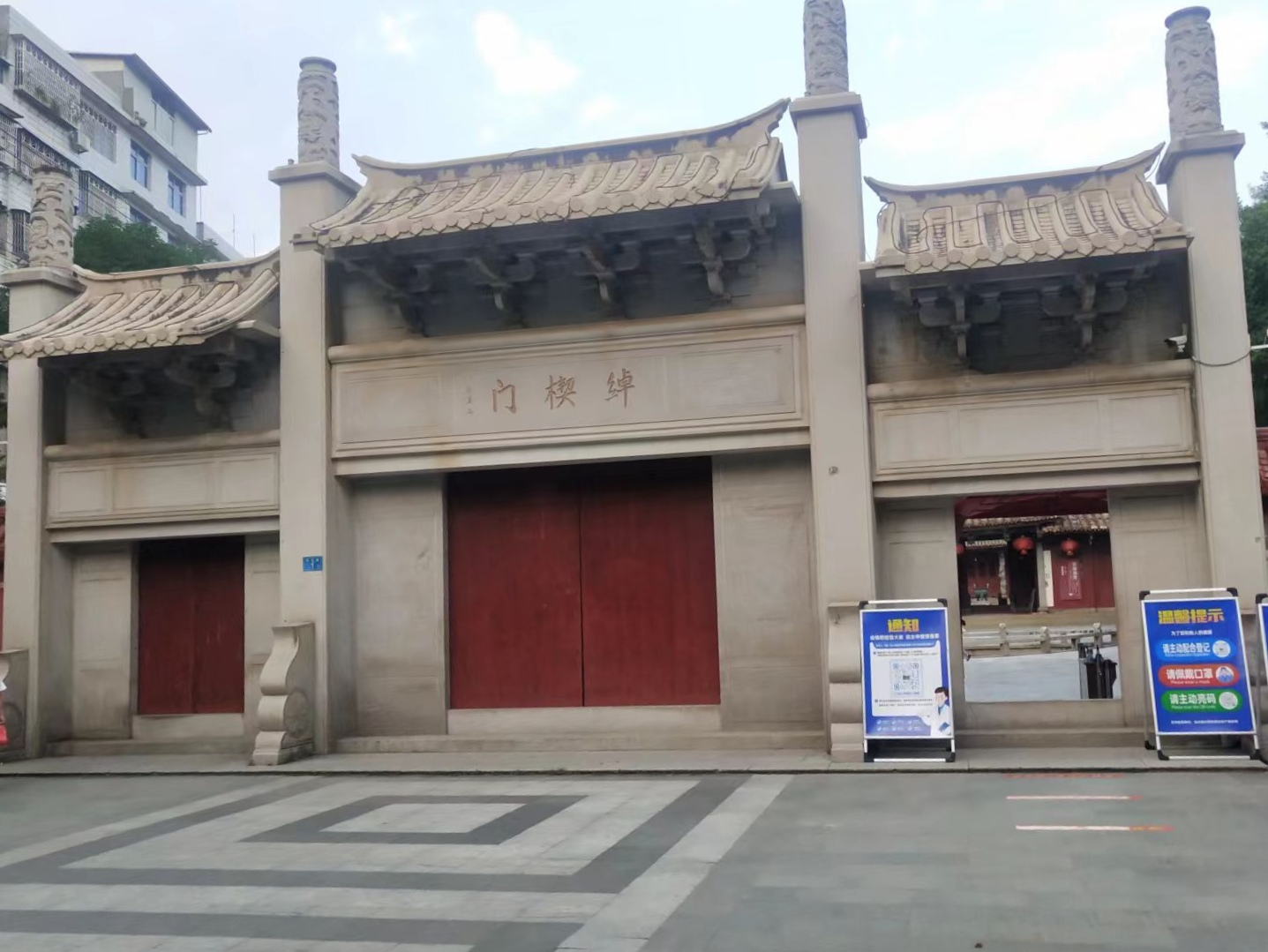